# Niclas Turesson
Niclas Turesson, (tidigare Sandström), född 19 april 1977 i Lund, är en svensk teaterregissör och teaterchef. Han studerade regi vid Teaterhögskolan i Malmö och har varit engagerad vid Malmö Stadsteater, Radioteatern och Teater Foratt. Han startade Teater Foratt 2005 och har sedan dess varit teaterns konstnärlige ledare, samt teaterchef tillsammans med Manal Masri. 

## Teaterregi (urval)
| År   | Produktion                       | Dramatiker                                       | Teater                                   |
| ---- | -------------------------------- | ------------------------------------------------ | ---------------------------------------- |
| 2015 | Peer Gynt - the girl activist    | Åsa Lindholm                                     | Teater Foratt                            |
| 2014 | Natten börjar nu                 | Åsa Lindholm                                     | Teater Foratt                            |
| 2013 | I städernas djungel              | Bertolt Brecht                                   | Teater Foratt                            |
| 2012 | Malmö Riots                      | Teater Foratt                                    | Teater Foratt                            |
| 2012 | TilliT                           | Robert Olofsson, Ronja Svedmark, Niclas Turesson | Teater Foratt                            |
| 2012 | The Revolution Factory           | Youssef Salama                                   | Teater Foratt                            |
| 2011 | Nine Parts of Desire             | Heather Raffo                                    | Teater Foratt                            |
| 2011 | Inifrån Revolutionen             | Teater Foratt                                    | Teater Foratt (regi med Anders Blentare) |
| 2010 | Är det så här det ska va?        | Lotten Roos & Ida Löken Valkeapää                | Miss King                                |
| 2010 | 0,00017 ‰ - Illusionsbygget      | Stina Sturesson & Vanja Hamidi Isacson           | Teater Foratt                            |
| 2010 | 0,00017 ‰ - Champagne och gravöl | Stina Sturesson & Vanja Hamidi Isacson           | Teater Foratt                            |
| 2010 | Paradis                          | Vanja Hamidi Isacson                             | Teater Foratt                            |
| 2009 | Stilett                          | Vanja Hamidi Isacson                             | Teater Foratt (regi även Karim Rashed)   |
| 2009 | Mor Courage                      | Bertolt Brecht                                   | Teater Foratt                            |
| 2009 | Massakerguden                    | Yasmina Reza                                     | Malmö Stadsteater                        |
| 2007 | Oljans Tid                       | Niclas Turesson                                  | Teater Foratt                            |
| 2005 | Malmö brinner                    | Johan Blomgren                                   | Drömmarnas Hus (regi med Liza Fry)       |
| 2005 | Det vilda bröllopet              | Falah Shaker                                     | Teater Foratt                            |
| 2003 | Svanevit                         | August Strindberg                                | Sommarteater i Wisby                     |

## Radioteater
| År   | Uppdrag  | Produktion       | Dramatiker   | Teater       |
| ---- | -------- | ---------------- | ------------ | ------------ |
| 2015 | Regissör | Natten börjar nu | Åsa Lindholm | Radioteatern |